# سترة الميدان طويلة بارو
جاكيتس فيلد لونج بارو عبارة عن عربة طويلة غير مغطاة تقع بالقرب من قرية بوتون ألوف(بالإنجليزية: Boughton Aluph)‏ في مقاطعة كينت بجنوب شرق إنجلترا. من المحتمل أنه تم بناؤه في الألفية الرابعة قبل الميلاد، خلال العصر الحجري الحديث المبكر في بريطانيا. يتكون التل الطويل المبني من الأرض من ركام شبه منحرف تحيط به خنادق جانبية.
أثبت علماء الآثار أن النصب تم بناؤه من قبل مجتمع رعوي بعد وقت قصير من إدخال الزراعة إلى بريطانيا من أوروبا. على الرغم من أنه يمثل جزءًا من التقليد المعماري لبناء عربات اليد الطويلة الذي كان منتشرًا على نطاق واسع في جميع أنحاء أوروبا من العصر الحجري الحديث، إلا أن جاكيتس فيلد لونج بارو ينتمي إلى مجموعة إقليمية محلية من عربات اليد المنتجة بالقرب من نهر ستور. من بينها، تقع على الجانب الغربي من النهر، بينما يوجد قبر جوليبيري وعربة شجيرة خشبية طويلة على الجانب الشرقي. تم اكتشاف الموقع في عام 1970، حيث كان مخبأً في الغابات الكثيفة، على الرغم من أنه لم يخضع بعد لتحقيقات أثرية شاملة.

## موقع
تم العثور على جاكيتس فيلد لونج بارو داخل الغابات في جاكيتس فيلد في جنوب شرق قرية بوتون ألوف.  وهي تقع داخل سوخام داونز بالقرب من كلاي ويذ فلينتس.  يقع مسار نورث داونز على بعد حوالي 3 كيلومتر (1.9 ميل) إلى الجنوب الغربي من بارو.  يمكن فحصه من طريق عام مجاور. 

## سياق

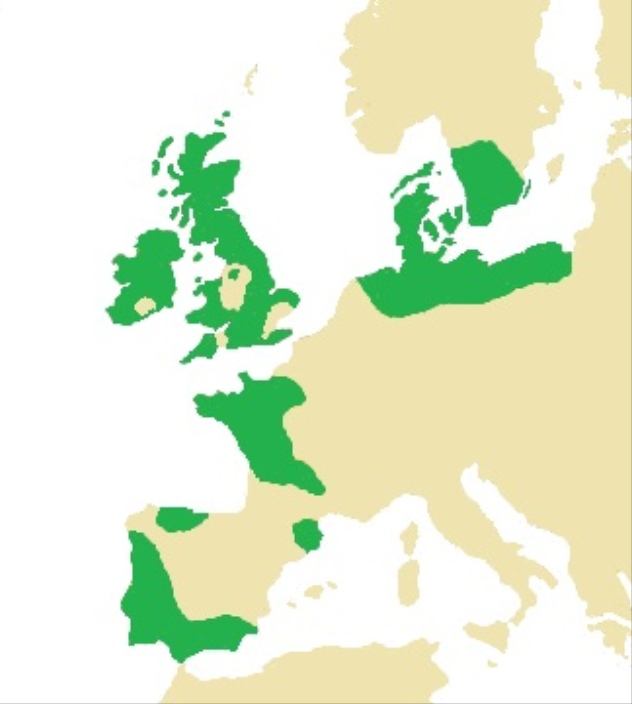
تم بناء عربات اليد الطويلة والآثار الجنائزية ذات الصلة في أجزاء مختلفة من أوروبا خلال العصر الحجري الحديث المبكر (التوزيع في الصورة).

كان العصر الحجري الحديث المبكر فترة ثورية في عصور ما قبل التاريخ البريطاني. بين عامي 4500 و3800 قبل الميلاد، كان هناك تغيير واسع النطاق في نمط الحياة حيث اعتمدت المجتمعات التي تعيش في الجزر البريطانية الزراعة باعتبارها الشكل الأساسي لمعيشتها، وتخلت عن أسلوب حياة الصيد وجمع الثمار الذي ميز فترة العصر الحجري الوسيط السابقة.  جاء ذلك من خلال الاتصال بالمجتمعات القارية، على الرغم من أنه من غير الواضح إلى أي مدى يمكن أن يعزى ذلك إلى تدفق المهاجرين أو إلى البريطانيين الأصليين من العصر الحجري الوسيط الذين اعتمدوا التقنيات الزراعية من القارة. كانت منطقة كينت الحديثة منطقة رئيسية لوصول المستوطنين والزوار الأوروبيين القاريين، بسبب موقعها على مصب نهر التايمز وقربها من القارة. 
كانت بريطانيا مليئة بالغابات إلى حد كبير في هذه الفترة.  لم تتم إزالة الغابات على نطاق واسع في المنطقة المحيطة بمدينة كينت الحديثة حتى العصر البرونزي المتأخر (حوالي 1000 إلى 700 قبل الميلاد).
في معظم أنحاء بريطانيا، هناك القليل من الأدلة على الحبوب أو المساكن الدائمة من هذه الفترة، مما دفع علماء الآثار إلى الاعتقاد بأن اقتصاد العصر الحجري الحديث المبكر في الجزيرة كان رعويًا إلى حد كبير، ويعتمد على رعي الماشية، حيث يعيش الناس في بدو أو شبه بدو. الحياة البدوية. ومن الواضح أنه على الرغم من تقاسم ثقافة مادية مشتركة في جميع أنحاء معظم الجزر البريطانية في هذه الفترة، كان هناك تباين إقليمي كبير فيما يتعلق بطبيعة وتوزيع الاستيطان، والأساليب المعمارية، واستخدام الموارد الطبيعية. 

### ستور لونج بارو
في جميع أنحاء أوروبا الغربية، كان العصر الحجري الحديث المبكر هو الفترة الأولى التي بنى فيها البشر هياكل ضخمة في المناظر الطبيعية. كانت هذه المقابر تحتوي على بقايا الموتى، وعلى الرغم من أنها مبنية في بعض الأحيان من الخشب، فقد تم بناء العديد منها باستخدام الحجارة الكبيرة، المعروفة الآن باسم " المغليث ".  نادرًا ما كان يتم دفن الأفراد بمفردهم في أوائل العصر الحجري الحديث، وبدلاً من ذلك تم دفنهم في مدافن جماعية مع أفراد آخرين من مجتمعهم. بدأ بناء مقابر الدفن الجماعية الأثرية، الخشبية والمغليثية، في أوروبا القارية قبل اعتمادها في بريطانيا في النصف الأول من الألفية الرابعة قبل الميلاد. اقترح العديد من علماء الآثار أن هذا دليل على عبادة أسلاف العصر الحجري الحديث التي تدور حول تبجيل أرواح الموتى. [13] نظرًا لاحتمال حدوث طقوس أخرى حول هذه عربات اليد الطويلة، أطلق عليها المؤرخ رونالد هوتون اسم "أضرحة المقابر" لتعكس غرضها المزدوج. 
في بريطانيا، كانت عربات اليد الطويلة هذه تقع عادةً على تلال ومنحدرات بارزة تطل على المناظر الطبيعية المحيطة، ربما عند التقاطع بين مناطق مختلفة.  أشارت عالمة الآثار كارولين مالون إلى أن المقابر كانت بمثابة واحدة من مجموعة متنوعة من العلامات في المناظر الطبيعية التي تنقل معلومات عن "الإقليم، والولاء السياسي، والملكية، والأسلاف".  أيد العديد من علماء الآثار فكرة أن هذه المقابر كانت بمثابة علامات إقليمية بين المجموعات القبلية المختلفة، على الرغم من أن آخرين جادلوا بأن مثل هذه العلامات لن تكون ذات فائدة كبيرة لمجتمع الرعي البدوي.  بدلاً من ذلك، فقد تم اقتراح أنها كانت علامات على طول مسارات الرعي.  اقترح العديد من علماء الآثار أن بناء مثل هذه الآثار يعكس محاولة للسيطرة على الأرض وملكيتها، مما يمثل تغييرًا في العقلية ناجمًا عن العصر الحجري الحديث.  اقترح آخرون أن هذه الآثار بنيت على مواقع تعتبر مقدسة بالفعل من قبل الصيادين وجامعي الثمار في العصر الحجري الوسيط. 

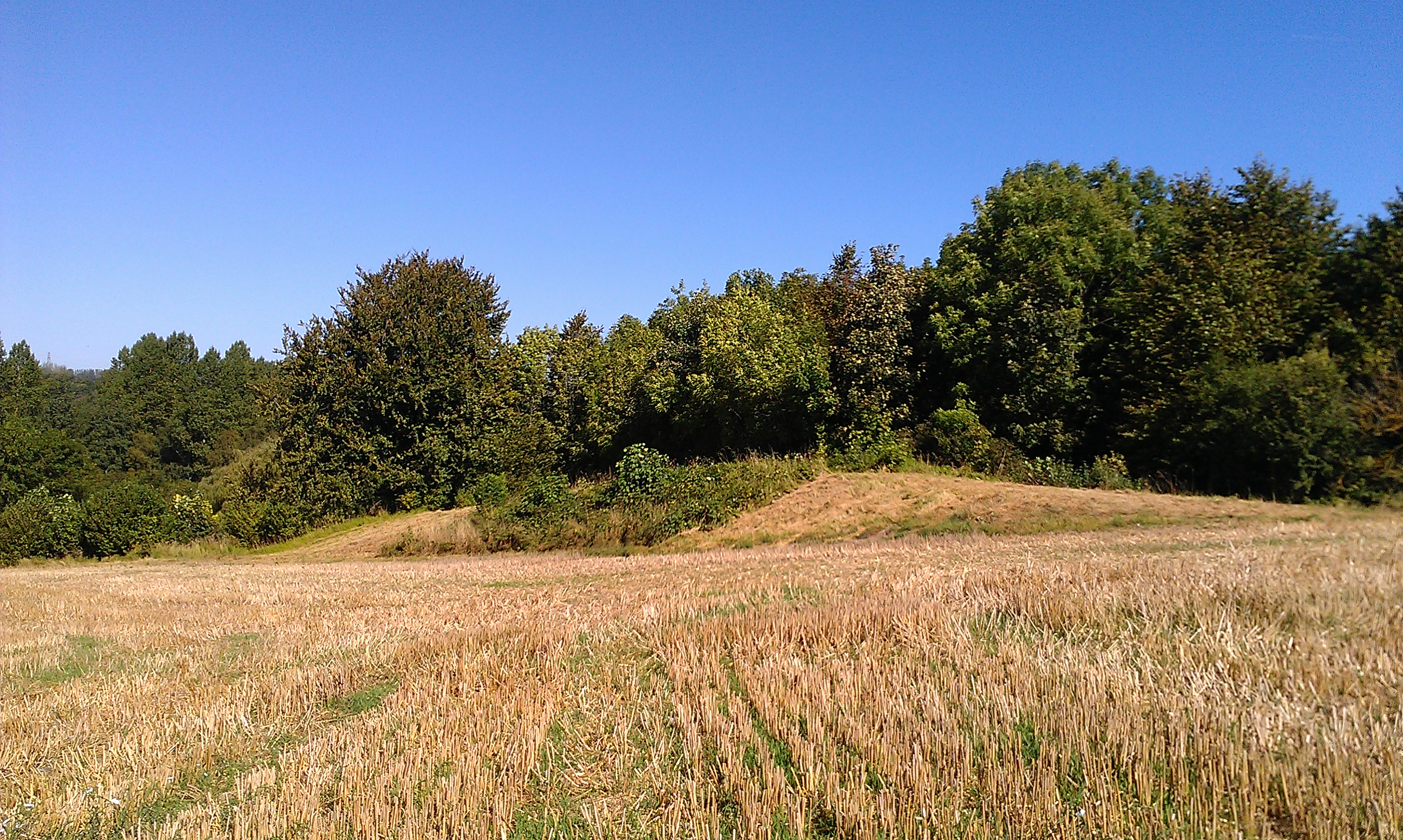
قبر جوليبيري، أحد الاثنين الآخرين المعروفين بعربات ستور الطويلة.

علماء الآثار على علم بوجود حوالي اثني عشر عربة يد طويلة من العصر الحجري الحديث تقع في كينت.  أشهرها هي ميدوي ميجاليثس(بالإنجليزية: Medway Megaliths)‏ الموجودة بالقرب من نهر ميدوي نهر Medway، والتي تحتوي كل منها على غرفة دفن حجرية: كولدروم ستونز، أدينغتون لونج بارو، تشستنوتس لونج بارو، كيتس سيتي هاوس، ليتل كيتس كوتي هاوس، (المدمر) سميثز ميجاليث، وآخرين، حجر التابوت وحجر الحصان الأبيض.  حوالي 38 كيلومتر (24 ميل) شرق ميدوي ميجاليثس(بالإنجليزية: Medway Megaliths)‏ هي عربات اليد الطويلة ستور. يتكون هذا التجمع الإقليمي المتميز من ثلاثة تلال معروفة: تلال سترات فيلد الطويلة، وقبر جوليبيري، وعربة شروب وود الطويلة. تقع هذه على مسافة 8 كيلومتر (5.0 ميل) من بعضها البعض، في أعلى منطقة نورث داونز بين كانتربري وآشفورد؛ يقع حقل جاكيت على الجانب الغربي من نهر ستور والاثنان الآخران على الجانب الشرقي. على عكس ميدوي ميجاليث، لا يبدو أن عربات اليد الطويلة ستور قد استخدمت الحجر كمواد بناء.
ومن المحتمل أن يكون قرار بنائي هذه المنازل بعدم القيام بذلك متعمدًا، لأن السارسين موجود بشكل طبيعي في المنطقة المحلية وكان من الممكن الحصول عليه لو أرادوه.
يشير وجود عربات اليد الطويلة إلى وجود نوع من المستوطنات القريبة في أوائل العصر الحجري الحديث، وتم العثور على محورين من الصوان المصقولين من تلك الفترة في مزرعة سواكهام، بالقرب من جاكيتس فيلد لونج بارو. ربما كان مسار نورث داونز قيد الاستخدام في ذلك الوقت، وكان سيوفر طرقًا للسكان المحليين للسفر غربًا. في أماكن أخرى من جنوب بريطانيا، غالبًا ما تُقام عربات اليد الطويلة بالقرب من السياج المسيج، على الرغم من أنه لم يتم اكتشاف أي من هذه الأخيرة بالقرب من عربات اليد الطويلة ستور. في مكان آخر في الجنوب الشرقي، توجد عربات يد طويلة أخرى من تلك الفترة؛ أكثر من 75 كيلومتر (47 ميل) بعيدًا عن عربات اليد الطويلة ستور توجد مجموعة إقليمية أخرى في ساسكس، بينما توجد عربة طويلة منفردة معروفة في مزرعة بادشوت في فارنهام، ساري. 

## وصف
يعتبر جاكيتس فيلد لونج بارو ذو شكل "شبه منحرف قليلاً". محاذاة على المحور الشرقي/الجنوب الشرقي إلى الغرب/الجنوب الغربي. يبلغ طوله حوالي 70 متر (230 قدم) طولا، وعرض 12 متر (39 قدم) في نهايته الشرقية و 10 متر (33 قدم) في الغرب. يصل في طرفه الغربي إلى 1 متر (3 قدم 3 بوصة) في الارتفاع، وفي الطرف الشرقي حوالي 2 متر (6 قدم 7 بوصة). هناك أدلة على وجود خنادق جانبية كانت تحيط بالتلة.

## اكتشاف

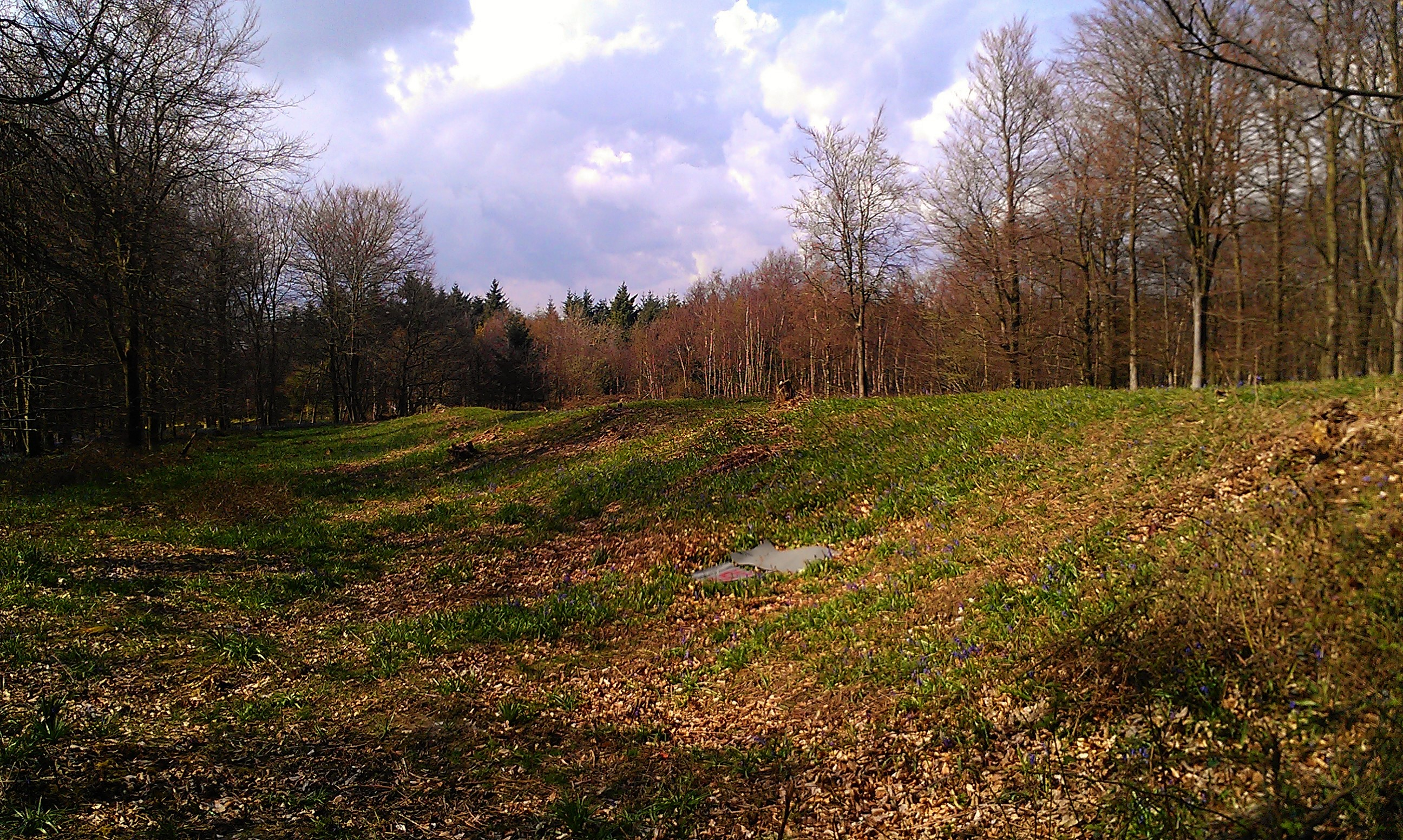
جاكيتس فيلد لونج بارو.

في حين أن قبر جوليبيري كان معروفًا لدى الأثريين منذ القرن السادس عشر على الأقل، فإن بارو جاكيت فيلد الطويل - بالإضافة إلى بارو شروب وود لونج - لم يتم اكتشافه إلا من خلال تحقيقات أثرية لاحقة. اقترح عالم الآثار رونالد جيسوب، الذي قام بحفر قبر جوليبيري في ثلاثينيات القرن الماضي، احتمالية العثور على عربات يد طويلة أخرى في المنطقة. في عام1970، أفاد جيه برادشو في علم الآثار كانتيانا، مجلة جمعية كينت الأثرية، أنه تم اكتشاف جاكيتس فيلد لونج بارو داخل الغابات الكثيفة وتم إبلاغ الفريق الأثري اوردنانس سيرفي(بالإنجليزية: Ordnance Survey)‏، الذي قام بالتحقيق وأكد وجودها. تم تحويله لاحقًا إلى نصب تذكاري قديم مجدول.
اعتبارًا من عام 2007، لم يخضع أي من حقل جاكيت أو شروب وود للتنقيب الأثري.

### الحواشي
1. 1 2 3 4  Parfitt 1998، صفحة 16.
2. ↑  Hutton 1991، صفحات 16–17.
3. ↑  Holgate 1981، صفحات 230–231.
4. ↑  Hutton 2013، صفحة 37.
5. ↑  Bradley 2007، صفحات 29–30.
6. ↑  Hutton 1991، صفحة 19.
7. ↑  Hutton 2013، صفحة 41.
8. ↑  Malone 2001، صفحات 106–107.
9. ↑  Malone 2001، صفحة 107.
10. ↑  Hutton 2013، صفحات 42–43.
11. ↑  Hutton 2013، صفحة 43.
12. ↑  Hutton 2013، صفحة 39.
13. ↑  Hutton 2013، صفحات 39–40.
14. 1 2  Parfitt 1998، صفحة 15.
15. ↑  Parfitt 1998، صفحات 15, 18.

### فهرس
- Ashbee، Paul (1999). "The Medway Megaliths in a European Context" (PDF). Archaeologia Cantiana. Kent Archaeological Society. ج. 119: 269–284. مؤرشف من الأصل (PDF) في 2023-04-19.
- Ashbee، Paul (2000). "The Medway's Megalithic Long Barrows" (PDF). Archaeologia Cantiana. Kent Archaeological Society. ج. 120: 319–345. مؤرشف من الأصل (PDF) في 2023-04-19.
- Ashbee، Paul (2005). Kent in Prehistoric Times. Stroud: Tempus. ISBN:978-0752431369.
- Barclay، Alistair؛ Fitzpatrick، Andrew P.؛ Hayden، Chris؛ Stafford، Elizabeth (2006). The Prehistoric Landscape at White Horse Stone, Aylesford, Kent (Report). Oxford: Oxford Wessex Archaeology Joint Venture (London and Continental Railways). مؤرشف من الأصل في 2023-04-23.
- Bradley، Richard (2007). The Prehistory of Britain and Ireland. Cambridge: Cambridge University Press. ISBN:978-0-521-61270-8.
- Bradshaw، J. (1970). "Investigations and Excavations During the Year" (PDF). Archaeologia Cantiana. Kent Archaeological Society. ج. 85: 175–194. مؤرشف من الأصل (PDF) في 2022-12-21.
- Burl، Aubrey (1981). Rites of the Gods. London: Weidenfeld & Nicolson. ISBN:978-0460043137.
- Champion، Timothy (2007). "Prehistoric Kent". في John H. Williams (المحرر). The Archaeology of Kent to AD 800. Woodbridge: Boydell Press and Kent County Council. ص. 67–133. ISBN:9780851155807.
- Holgate، Robin (1981). "The Medway Megaliths and Neolithic Kent" (PDF). Archaeologia Cantiana. Kent Archaeological Society. ج. 97: 221–234. مؤرشف من الأصل (PDF) في 2023-04-19.
- Hutton، Ronald (1991). The Pagan Religions of the Ancient British Isles: Their Nature and Legacy. Oxford and Cambridge: Blackwell. ISBN:978-0-631-17288-8.
- Hutton، Ronald (2013). Pagan Britain. New Haven and London: Yale University Press. ISBN:978-0-300-197716.
- Jessup، R. F. (1939). "Further Excavations at Julliberrie's Grave, Chilham". The Antiquaries Journal. ج. 19 ع. 3: 260–281. DOI:10.1017/s0003581500007812. S2CID:163891790.
- Malone، Caroline (2001). Neolithic Britain and Ireland. Stroud: Tempus. ISBN:0-7524-1442-9.
- Parfitt، Keith (1998). "Neolithic Earthen Long-Barrows in East Kent: A Review". Kent Archaeological Review. ج. 131: 15–21.

## روابط خارجية
- بارو جاكيت فيلد الطويل في البوابة المغليثية.
- Jacket's Field Long Barrow في موقع مجلس مقاطعة كينت.
- Jacket's Field Long Barrow في موقع إنجلترا التاريخي.